# نوتلا
نوتلا (به ایتالیایی: Nutella) برندی تجاری از شکلات فندقی است. نوتلا که توسط کمپانی ایتالیایی فِرِرو تولید می‌شود در سال ۱۹۶۳ به بازار معرفی شد. دستور ساخت نوتلا پیش از آن در یکی دیگر از محصولات فررو که در سال ۱۹۴۴ منتشر شده بود، استفاده شده بود و سپس گسترش و تغییر یافته بود. امروزه نوتلا در بیش از ۷۵ کشور از جمله ایران مصرف می‌شود.

## تاریخچه پیدایش نوتلا
شروع داستان نوتلا از سال ۱۸۰۶ میلادی زده شد، پیش از شروع جنگ‌های ناپلئون. منشأ این ترکیب شامل کاکائو و فندق به ناپلئون منتسب است. محاصره قاره ای ناپلئون باعث شد که تجارت فرانسه مختل شود. بعد از این محاصره، ارتباط فرانسه با ایتالیا (استان پیامونته) قطع شد. پیامونته در آن دوره یکی از مرغوب‌ترین انواع شکلات در جهان را تولید می‌کرد و به همین دلیل، قیمت شکلات سر به فلک کشید. در این زمان، تورینو که در مرکز پیامونته قرار دارد، مشکل را حل کرد و با ترکیب فندق با کاکائو، ماده ای بسیار خوشمزه ساختند. جالب اینجاست که این ماده به وفور یافت می‌شد.